# 십계명
십계명(十誡命, 히브리어: עֲשֶׂרֶת הַדִּבְּרוֹת‬, 라틴어: Decalogus)은 유대교와 기독교에서 중시하는 계명이자 모세 율법의 핵심이다. 모세 율법은 출애굽기 20장 1절부터 23장 33절의 ‘계약서’나 신명기 1장-29장의 ‘신명기 법전’이라 할 수 있는데, 이들의 핵심은 출애굽기/탈출기 20장 1절-17절과 신명기 5장 6절-21절에 해당하는 십계명이라고 볼 수 있다.

## 개요
십계명이란 용어는 히브리어 "아쉐레트 하드바리임"(열 가지 말씀들)에서 유래한 것으로, 출애굽기/탈출기 34장 28절, 신명기 4장 13절과 10장 4절에서 언급된다.
십계명을 소개하는 출애굽기/탈출기 20장 1절에는 “이 모든 말씀”으로 나오고, 신명기 5장 5절에는 “주님(야훼)의 말씀”으로 나온다. 그런데 후자의 경우 히브리 사본과 사마리아 오경, 70인역(Septuagint, LXX), 타르굼, 불가타(Vulgata, 새 라틴말 성경) 등에 근거하여 이를 말씀들, 즉 복수로 수정할 것을 BHS 비형 각주는 제안하고 있다.
십계명은 70인역에서 모두 목적격으로 나타나는데, 출애굽기/탈출기 34장 28절과 신명기 10장 4절은 '투스 데카 로구스'로, 신명기 4장 13절은 '타데카 레마타'로 번역되고 있다. 모두 "열 가지 말씀들"로 번역이 된다. 이 계명들은 출애굽기/탈출기 20장 3-17절과 신명기 5장 6-21절에 기록되어 있다. 이 두 본문 사이에는 약간의 차이점들이 있지만, 그 순서와 일반적인 내용은 본질상 동일한 것으로 보아야 할 것이다.

### 십계명이 주어진 방법[1]
십계명은 두가지 방법으로 주어졌는 데, 하나는 하나님의 선언이었고, 다른 하나는 두 개의 돌판에 새겨진 것이다. 이 과정에서 천둥소리와 번개와 트럼펫의 소리가 널리 펴졌으며, 사람들에게 경외와 존경을 나타내고, 하나님을 경외하도록 하였다.
또한 예레미야 31:33에는 사람의 마음 속에 새겨진 것은 언약이며 이것은 사람의 마음도 돌판처럼 딱딱하여 오직 하나님의 능력으로만이 새길 수 있으며, 이것은 율법의 영원함을 드러내는 언약관계를 나타내는 것이다.
십계명은 이스라엘 백성이 출애굽을 한 뒤 50일만에 주어졌으며, 그들의 행동규범으로 주어졌다.

## 전문
다음은 가장 주된 텍스트인 출애굽기/탈출기 20장 1절-17절의 내용이다. 하지만 한글 번역본마다 문장의 차이가 있으므로 십계명을 직접 받은 모세의 율법을 따르는 유대교를 기준으로 한다. 하지만 필요한 부분에서는 개신교(개역개정판)의 십계명과 가톨릭교회의 십계명을 사용한다.

## 개신교 및 유대교에서 사용하는 십계명

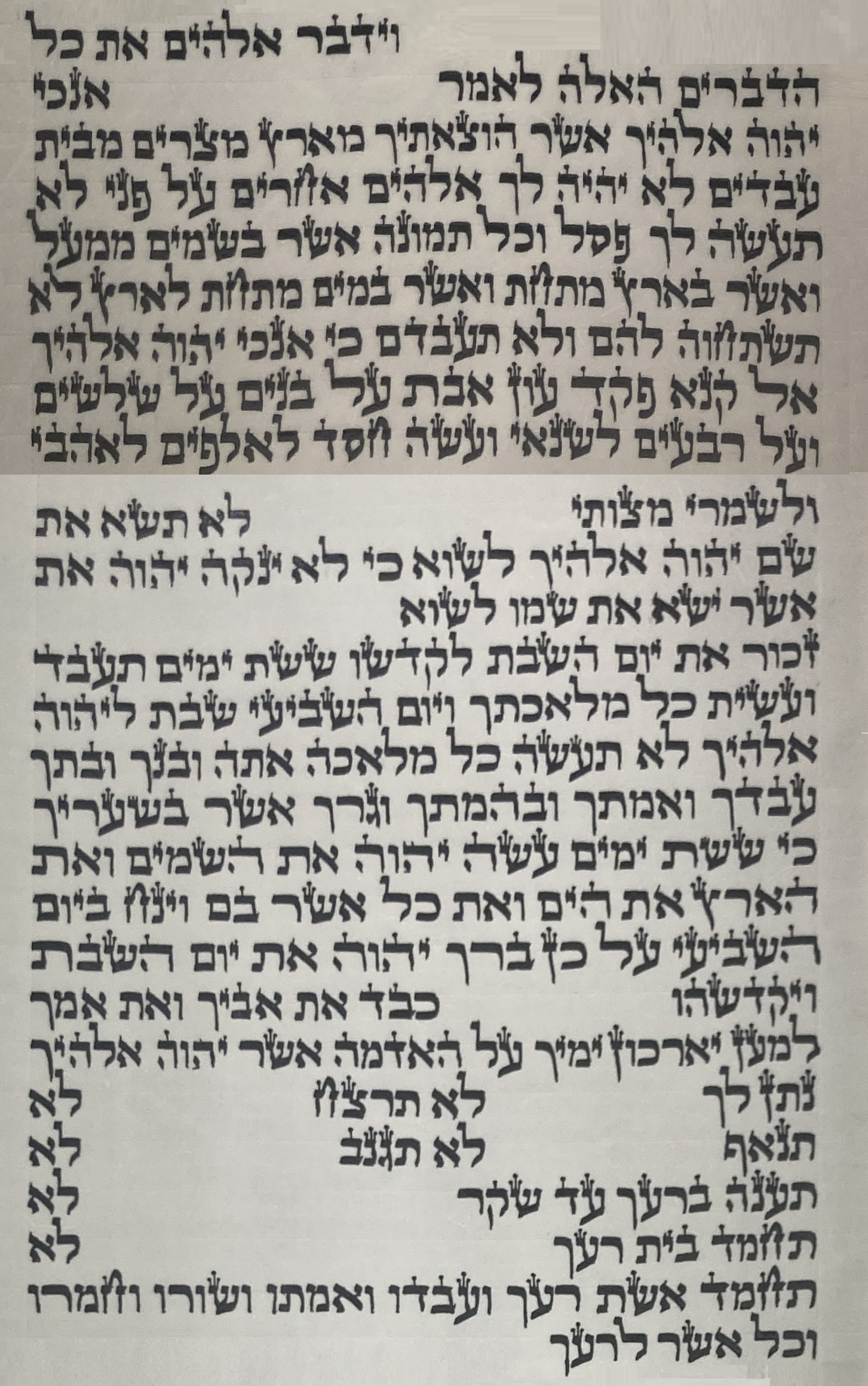
토라 두루마리의 십계명

1. 너에게는 나 말고 다른 신이 있어서는 안 된다.
(너는 나 외에는 다른 신들을 네게 두지 말라.)
2. 너는 위로 하늘에 있는 것이든, 아래로 땅 위에 있는 것이든, 땅 아래로 물속에 있는 것이든 그 모습을 본뜬 어떤 신상도 만들어서는 안 된다. 너는 그것들에게 경배하거나, 그것들을 섬기지 못한다.
(너를 위하여 새긴 우상을 만들지 말고, 또 위로 하늘에 있는 것이나, 아래로 땅에 있는 것이나, 땅 아래 물 속에 있는 것의 어떤 형상도 만들지 말며, 그것들에게 절하지 말며, 그것들을 섬기지 말라.)
3. 주(야훼) 너의 하나님의 이름을 부당하게 불러서는 안 된다.
(너는 네 하나님 여호와의 이름을 망령되게 부르지 말라.)
4. 안식일을 기억하여 거룩하게 지켜라.
(안식일을 기억하여 거룩하게 지키라.)
5. 아버지와 어머니를 공경하여라.
(네 부모를 공경하라.)
6. 살인해서는 안 된다.
(살인하지 말라.)
7. 간음해서는 안 된다.
(간음하지 말라.)
8. 도둑질해서는 안 된다.
(도둑질하지 말라.)
9. 이웃에게 불리한 거짓 증언을 해서는 안 된다.
(네 이웃에 대하여 거짓 증거하지 말라.)
10. 이웃의 집을 탐내서는 안 된다. 네 이웃의 아내나 남종이나 여종이나 소나 나귀나 소유 중 아무것도 탐내서는 안 된다. 
(네 이웃의 집을 탐내지 말라. 네 이웃의 아내나 남종이나 여종이나 소나 나귀나 소유 중 아무것도 탐내지 말라.)

## 가톨릭교회에서 사용하는 십계명
천주교 십계(천주교 교리 제1권, 제28절)
1. 하나이신 천주를 만유 위에 공경하여 높이고,
(한 분이신 하느님을 흠숭하여라.)
2. 천주의 거룩하신 이름을 불러 헛 맹세를 발하지 말고,
(하느님의 이름을 함부로 부르지 말아라.)
3. 주일을 지키고,
(주일을 거룩히 지내라.)
4. 부모를 효도하여 공경하고,
(부모에게 효도하여라.)
5. 사람을 죽이지 말고,
(사람을 죽이지 마라.)
6. 사음을 행하지 말고,
(간음하지 마라.)
7. 도적질을 말고,
(도둑질을 하지 마라.)
8. 망령된 증참을 말고,
(거짓 증언을 하지 마라.)
9. 남의 아내를 원치 말고,
(남의 아내를 탐내지 마라.)
10. 남의 재물을 탐내지 말라.
(남의 재물을 탐내지 마라.)

### 넷째 계명의 차이
개신교 일부 및 유대교에서 사용하는 십계명에서는 네번째 계명으로 "안식일을 기억하여 거룩하게 지켜라"라고 되어 있으나, 가톨릭교회에서는 "주일을 지키고"라고 되어 있다.
안식일과 주일은 모두 대체적으로 일요일로 일컬어진다.

### 아홉째, 열째 계명의 분류
가톨릭교회는 탈출기 20장 17절과 신명기 5장 21절의 내용을 전·후반부로 나누어 제9계명과 제10계명으로 나누고 있다. 개신 교회에서는 "네 이웃의 아내나 그의 남종이나 그의 여종이나 그의 소나 그의 나귀나 네 이웃의 소유 중 아무것도 탐내지 말라"는 문장을 하나의 계명으로 분류하나,  가톨릭교회에서는 이를 두개의 계명으로 분류하였다.

### 계명 분류의 역사
가톨릭교회에서도 처음에는 타 교단과 같은 십계명을 사용했었다. 그러나 5세기경 성 현재 사용되는 분류인 아우구스티누스의 분류가 나타났는데, 이 분류가 차차 우세하여 가톨릭교회에서는 일반화되었다.

## 동방 정교회에서 사용하는 십계명
분류는 유대교나 개신교 대다수에서 사용하는 것과 대동소이하다.
1. 나는 너를 이집트 땅, 종살이하던 집에서 이끌어 낸 주(야훼) 너의 하느님이다. 너에게는 나 말고 다른 신이 있어서는 안 된다.
2. 너는 위로 하늘에 있는 것이든, 아래로 땅 위에 있는 것이든, 땅 아래로 물속에 있는 어떤 것이든 그 모습을 본뜬 어떤 신상도 만들어서는 안 된다. 너는 그것들을 경배하거나, 그것들을 섬기지 못한다.
3. 주(야훼) 너의 하느님의 이름을 부당하게 불러서는 안 된다.
4. 안식일을 기억하여 거룩하게 지켜라. 엿새 동안 일하면서 네 할 일을 다 하여라. 그러나 이렛날은 주(야훼) 너의 하느님을 위한 안식일이다.
5. 아버지와 어머니를 공경하여라. 그러면 너는 주(야훼) 너의 하느님이 너에게 주는 땅에서 오래 살 것이다.
6. 살인해서는 안 된다.
7. 간음해서는 안 된다
8. 도둑질해서는 안 된다.
9. 이웃에게 불리한 거짓 증언을 해서는 안 된다.
10. 이웃의 집을 탐내서는 안 된다. 이웃의 아내나 남종이나 여종, 소나 나귀 할 것 없이 이웃의 소유는 무엇이든 탐내서는 안 된다.

## 신약성서에서의 십계명
마태복음 22장에서의 십계명 언급은 신명기 6장 5절과 레위기 19장 18절을 각각 인용하고 있다.
예수님께서는 십일조만 챙기고 신의와 정의를 소홀히하던 당시의 종교지도자들을 위선자라 꾸짖으시면서 십일조 뿐만 아니라 정의, 자비, 신의와 같은 율법을 소홀히하지 말아야 한다고 말씀하셨다.

## 개혁주의장로교에서 사용하는 십계명
웨스트민스터 신앙고백은 장로교의 표준 신학을 제시하는 것으로 이 중 19장에 하나님의 법을 명시하였다. 여기서 십계명의 세 가지 용도를 나타내었는 데, 이것은 필리프 멜란히톤이 처음 사용한 것으로 시민법, 교육적인 용도로써의 법, 규범적인 용도로써의 법으로 나누었다.  특히 규범적인 용도는 신자가 구원을 받은 뒤에서 계속적으로 삶에서 적용을 하도록 하며, 이러한 것은 종교개혁 당시 율법폐기론에 대항하는 것으로 그것과 대척점에 있는 신율법주의도 경계하였다. 제임스 어셔는 이 율법이 중생한 그리스도인이 어두운 세상에서 말씀으로 길을 인도하는 등불에 해당한다고 설명하였고, 신자의 양심을 찔러 순종하게끔 도우며, 이것을 지키는 것이 얼마나 힘든가를 깨닫게 한다고 주해하였다.

## 같이 보기
- 모세
- 십계 (영화)